# Адхил

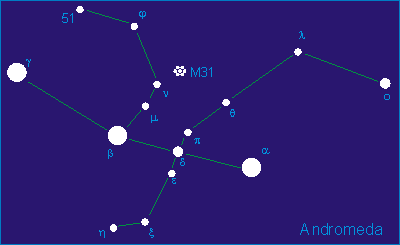
Звёзды Андромеды

Адхил (также Адиль) — звезда, Кси Андромеды (ξ And / ξ Andromedae).
Происхождение названия связано с арабской фразой الذيل al-dhayl, означающей «подол» или «нижний край платья». Возможно, ξ Андромеды соответствует неидентифицированной звезде под номером 21 созвездия Андромеды в «Альмагесте» Птолемея и описанной там «из двух на бахроме более северная».

## Характеристики
Звезда представляет собой оранжевый гигант спектрального класса K0 IIIb с массой и радиусом 2,5 и 10 солнечных соответственно. В ядре звезды уже прекратились термоядерные реакции с участием водорода. С течением времени звезда ещё более увеличится в размере, превратившись в красный гигант, а затем сбросит оболочки, став тусклым белым карликом.